# Artiče
Artiče je naselje u Općini Brežice u istočnoj Sloveniji. Artiče se nalazi u pokrajini Štajerskoj i statističkoj regiji Donjoposavskoj. 

## Stanovništvo
Prema popisu stanovništva iz 2002. godine Artiče je imalo 281 stanovnika.

### Etnički sastav
1991. godina:
- Slovenci: 260 (96,3%)
- Srbi: 4 (1,5%)
- Hrvati: 4 (1,5%)
- Jugoslaveni 1
- ostali: 1

## Vanjske poveznice
- Satelitska snimka naselja  Arhivirana inačica izvorne stranice od 29. srpnja 2017. (Wayback Machine)